# Mitsuhiro Kawamoto
Mitsuhiro Kawamoto (jap. 河本 充弘, Kawamoto Mitsuhiro; * 12. Juni 1971 in der Präfektur Kanagawa) ist ein ehemaliger japanischer Fußballspieler.

## Karriere
Kawamoto erlernte das Fußballspielen in der Jugendmannschaft von Yomiuri. Seinen ersten Vertrag unterschrieb bei Yomiuri. Der Verein spielte in der höchsten Liga des Landes, der Japan Soccer League. Mit Gründung der Profiliga J.League 1992 und der damit verbundenen Neuorganisation des japanischen Fußballs wurde der Yomiuri zu Verdy Kawasaki. Mit dem Verein wurde er 1993 und 1994 japanischer Meister. Für den Verein absolvierte er 26 Erstligaspiele. 1995 wechselte er zum Zweitligisten Brummell Sendai. 1996 wechselte er zum Ligakonkurrenten Tosu Futures. Ende 1996 beendete er seine Karriere als Fußballspieler.

## Erfolge
Verdy Kawasaki
- J1 League

Meister: 1993, 1994
Vizemeister: 1995
- J.League Cup

Sieger: 1992, 1993, 1994
- Kaiserpokal

Finalist: 1992